# MBDA
MBDAは2001年にEADS（現・エアバス）のアエロスパシアル・ミサイル、アレニア・マルコーニ・システムズのミサイル部門、マトラ BAe ダイナミクスなどによる合併で誕生したミサイルを販売するヨーロッパの武器製造企業。2015年の時点で従業員は10,000を超え、売上高は年間30億ユーロ、受注額は52億ユーロ。その他に151億ユーロ分の購入意向を抱えている。

## 沿革
ヨーロッパにおけるミサイル製造企業の集約化は1996年にマトラ・ディフェンスとBAeダイナミクスのミサイル部門が合併してマトラ BAe ダイナミクス（MBD）が発足したことに始まる。マトラ BAe ダイナミクスにはマトラ・オート・テクノロジーズ（Matra Hautes  Technologies）のミサイル事業の半分が統合され、残りはアエロスパシアルと合併してアエロスパシアル-マトラ・ミサイルズ（Aérospatiale-Matra Missiles, AMS）となった。マトラは1999年にアエロスパシアルと合併し、2000年にはアエロスパシアル-マトラはEADSの一部門となった。
一方、1998年にGEC-マルコーニ・レーダー・アンド・ディフェンス・システムズ（GEC-Marconi Radar and Defence Systems）とアレーニア・ディフェーザ（Alenia Difesa）はミサイル部門およびレーダー部門を統合してアレニア・マルコーニ・システムズ（AMM）を設立した。1999年にGEC-マルコーニからマルコーニ・エレクトロニック・システムズが分離されるのに合わせて、GEC-マルコーニの残りの部門はBAeシステムズに売却・合併された。
2001年12月にマトラ BAe ダイナミクスとアレニア・マルコーニ・システムズ、さらにアエロスパシアル-マトラ・ミサイルズのミサイル部門が合併してMBDAが発足した。

## 製品
空対空ミサイル
- ASRAAM - 近距離・赤外線誘導
- ミーティア - 長距離・終末レーダー誘導
- MICA RF/IR - 長距離・終末レーダー誘導/赤外線レーダー誘導

地対空ミサイル
- ミストラル
- MBDA アスター（ユーロサム） - 中距離及び長距離・地対空及び艦対空
- アスピデ
- レイピア
- シーウルフ
- CAMM

空対地ミサイル
- MBDA アパッチ（英語版） 及び派生型のSCALP-EG/ストーム・シャドウ
- MBDA AS30 レーザー誘導ミサイル
- en:MBDA PGM 500, en:MBDA PGM 2000 誘導ミサイル
- ASMP 核巡航ミサイル
- ALARM 対レーダーミサイル

対艦ミサイル
- エグゾセ
- オトマート/ティセオ
- マトラ

対戦車ミサイル
- ミラン
- トライガット（英語版）
- ERYX - 近距離
- ブリムストーン - 航空機搭載
- ユーロミサイル HOT
- アケロンMP

ミサイルシステム
- スパーダ（英語版）
- ユーロサム SAMP/T（英語版）
- PAAMS ミサイル システム
  - UKAMS PAAMS(S)
  - ユーロサム PAAMS(E)
- ユーロサム SAAM-IT（英語版）
- ユーロサム SAAM-FR（英語版）

## 所在地
イギリス
- ブリストル、Filton
- Lostock, Bolton
- スティーブニッジ
- ロンドン、Strand（本社）

 フランス
- ブールジュ
- パリ、Châtillon
- パリ、Plessis Robinson

 ドイツ
- ウルム
- ウンターシュライスハイム（英語版）
- シュローベンハウゼン（英語版）

 イタリア
- ナポリ、Fusaro
- ラ・スペツィア
- ローマ